# 永田依子
永田依子（日语：／ Nagata Yoriko，1984年2月27日—），日本女性前配音員、旁白。出身於大阪府。O型血。

## 人物
勝田聲優學院畢業。
以前隸屬於賢Production。
興趣、特長：大阪方言、單簧管、按摩（手揉）。

## 繼任
永田退休後，她過去擔任的角色相繼卸任。以下人員接替了這些角色：
- 中村知子—《kiss×sis》三國美春
- 巽悠衣子—《DOG DAYS》喬努·庫拉菲[7]

## 演出
粗體字表示主要角色。

### 電視動畫
2006年
- 不可思議星球的☆雙胞胎公主 Gyu！（卡蘿莉、籃球社社員）

2007年
- 暗夜魔法使（小孩A）
- 守護甜心!!心跳（海老原喜子）

2007年
- 京四郎與永遠的空（班上同學、美加的愛人、女學生）
- 暗夜魔法使 The ANIMATION（小孩A）

2008年
- 守護甜心!! 心跳（海老原喜子）
- 神靈狩/GHOST HOUND（女小學生B、下級生A）
- SKIP BEAT！華麗的挑戰（應試者、試鏡參加者）
- 西洋骨董洋菓子店 ～Antique～（客B）
- 新·安琪莉可 Abyss（瑪麗）
- 幻影少年（女僕）

2009年
- 青之花（社員E）
- 阿拉德戰記 ～Slap Up Party～（賽麗亞）
- 黑神 The Animation（女高中生）
- K-ON！輕音部（2009年—2010年，鈴木純[8][9]、木村文惠、岡田春菜、佐藤茜、中島信代）2系列[系列 1]
- 肯普法（2009年—2011年，女學生A、店員）2系列[系列 2]
- -Saki-（杉乃步[10]、社員、女性記者）
- 穿越宇宙的少女（廣播）
- DARKER THAN BLACK -流星之雙子-（沙夏）
- 科學超電磁砲（2009年—2010年，少年、中邑、少女、下級生）
- 乃木坂春香的秘密 Purezza♪（女學生A）
- 第一神拳 New Challenger
- Battle Spirits 少年激霸彈（侍女2）
- 夢色蛋糕師（2009年—2010年，中島幾繪、女性顧客A）2系列[系列 3]

2010年
- 無法掙脫的背叛（麻美、女學生C、焰椎真的弟弟）
- kiss×sis（三國美春[11]）
- 真·戀姬†無雙 ～乙女大亂～（ミケ）
- 聖痕鍊金士（2010年—2011年，不良少女B、女學生A）2系列[系列 4]
- 偵探歌劇 少女福爾摩斯（主播）
- 青春CUP（寺內奈緒[12]）
- 交響情人夢 最終篇（女子A）
- 嬌蠻貓娘大橫行！（學生2、電視聲音）

2011年
- 偶像大師（偶像A）
- 電波女&青春男（米奇[13]）
- DOG DAYS（2011年—2012年，喬努·庫拉菲、彼方）2系列[系列 5]
- 笨蛋、測驗、召喚獸2（坂本雪乃）

2012年
- 罪惡王冠（女學生）
- 黑子的籃球（女學生）
- 白熊咖啡廳（小貓熊、麗香）
- 黃昏乙女×失憶幽靈（石井里香）
- 探險托里蘭托（加奈）
- 夏目友人帳 肆（七瀨〈少女時期〉）

2014年
- 破刃之劍（護衛兵B）

### 電影動畫
- 歡迎來到宇宙秀（2010年）
- 涼宮春日的消失（2010年，佐伯瑞穗[14]）
- 劇場版 K-ON！輕音部（2011年，鈴木純[15]、佐藤茜、中島信代）
- 破刃之劍（2011年，艾姬迪娜）

### OVA
- CLANNAD（2008年，女學生）
- 死後文（2008年，女子）
- 真·戀姬†無雙 †哈喵DVD/Blu-ray七卷是OVA特別版～†（2010年）
- Kiss×sis（2011年，三國美春）
- 改造新人類（2011年，鄰居大姐姐、女子B、純）[16]
- 交響曲傳奇 THE ANIMATION 泰瑟亞蘭篇（2011年，里人·母）
- 新的世界（日语：アラタなるセカイ）（2012年，新[17]）
- 少女愛上姊姊 二人的ELDER THE ANIMATION（2012年，君原春美）

### 遊戲
2006年
- 殺戮之心 攜帶版
- 高圓寺女子足球（日语：高円寺女子サッカー）（音無夕希）
- SIMPLE2000系列 Vol.105 THE 女僕裝與機關槍（日语：THE メイド服と機関銃）（優希）

2007年
- Full House Kiss 2 ～戀愛迷宮～（寶珠紀香）
- 弧光之源（特雷斯）

2008年
- 晨曦時，夢見兮（日语：あさき、ゆめみし）（金鬼）
- Ayu-Mayu Alternative（夢城明理）
- （拉托）
- 乃木坂春香的秘密 開始了，角色扮演♥
- 弧光之源2 意志（日语：ルミナスアーク2 ウィル）（特雷斯）

2010年
- 阿加雷斯特戰記2（日语：アガレスト戦記2）（賽納）
- 鋼彈突擊求生戰（日语：ガンダムアサルトサヴァイブ）（特裝駕駛員聲音）
- 咲-Saki- 攜帶版（杉乃步）
- 真·戀姬†夢想 ～乙女繚亂☆三國志演義～ 蜀篇（ミケ）

2011年
- 閃電十一人GO 光明／黑暗（修的妹妹、女、女性廣播、犬）
- ToHeart2 迷宮旅人（日语：ToHeart2 ダンジョントラベラーズ）
- 機動戰士鋼彈 Online（遊戲內吉翁軍駕駛員聲音 內氣）

2012年
- 靈魂扳機（千奈美）
- WHITE ALBUM2 ～幸福的另一側～（杉浦小春[18]）

2013年
- 極限凸騎 怪物卡片對決（日语：限界凸騎 モンスターモンピース）（緋巫佳[19]）

### 廣播劇CD
- （女孩子2）
- 千一秒物語（撫子）
- 新妻刑事（工作人員、女僕）
- 料亭遊戲（日语：料亭遊戯）（2008年，豆雛）
- HCD 我的執事王子（2008年，女學生）
- kiss×sis 廣播劇CD Vol.1、2（2010年，三國美春）
- DOG DAYS 廣播劇BOX VOL.1（2011年，喬努·庫拉菲）

### 廣播劇
- （拉克希米）

### 外語配音

#### 電影
- 關鍵投票（英语：Swing Vote (2008 film)）（莫莉·強森〈瑪德琳·卡羅（英语：Madeline Carroll）〉）
- 雷神索爾[20]

#### 電視影集
- 少年英雄：艾倫史東（英语：Aaron Stone）（艾瑪[2]）
- 犯罪心理 (第4季)（琳恩·羅比拉德〈茜耶拉·麥克闊米克（英语：Sierra McCormick）〉[2]）
- 大騙局 (第3季)
- 太王四神記[2]

#### 動畫
- 史瑞克快樂4神仙（粉紅少女）
- 獅子·女巫·魔衣櫥（英语：The Lion, the Witch and the Wardrobe (1979 film)）（松鼠[2]）

## 音樂作品

### 角色歌曲
| 發行日期 | 商品名稱                         | 歌                   | 樂曲                                               | 備註                              |
| 2010年   | 2010年                           | 2010年               | 2010年                                             | 2010年                            |
| -------- | -------------------------------- | -------------------- | -------------------------------------------------- | --------------------------------- |
| 6月23日  | Endless kiss                     | 三國美春（永田依子） | 「」                                               | 電視動畫《kiss×sis》相關歌曲      |
| 2011年   |                                  |                      |                                                    |                                   |
| 1月19日  | 「K-ON!! 輕音部」形象歌曲 鈴木純 | 鈴木純（永田依子）   | 「純情Bomber!!」 「」 「Come with Me!!（純Ver.）」 | 電視動畫《K-ON!! 輕音部》相關歌曲 |

## 腳註

## 外部連結
- 永田依子｜賢Production，存于 （日語）
- ，存于 （日語）—永田依子的個人部落格。
- 永田依子 （日語）—Talent Date Bank
- （日語）—WEB THE TELEVISION（日语：ザテレビジョン）
- ，存于 （日語）—goo人名事典
- 永田依子 （页面存档备份，存于） （日語）—KINENOTE
- 永田依子 （页面存档备份，存于） （日語）—oricon
- 永田依子 （页面存档备份，存于） （日語）—MOVIE WALKER PRESS（日语：MOVIE WALKER PRESS）
- 永田依子 （页面存档备份，存于） （日語）—電影.com（日语：映画.com）
- 永田依子 （页面存档备份，存于） （日語）—allcinema（日语：allcinema）